# Andreea Munteanu
Andreea Eugenia Munteanu (n. 29 mai 1998, Bustuchin) este o gimnastă din lotul feminin de gimnastică al României. A făcut parte din lotul național la Campionatele Europene din 2014 de la Sofia, unde România a câștigat medalia de aur la competiția pe echipe.

## Biografie
Andreea Munteanu s-a născut pe 29 mai în Bustuchin, în județul Gorj. Andreea mai are o soră geamănă, Adelina, care practică gimnastica, la fel ca și ea, și un frate mai mic cu un an decât cele două, Cristian, care excelează la vioară clasică.

### Cariera la junioare
În aprilie 2012, Andreea Munteanu a făcut parte din  lotul național de junioare pentru Campionatele Europene de la Bruxelles, Belgia. A ajutat echipa României să termine pe locul 3 și s-a întors acasă cu 3 medalii: bronzul pe echipe (54.857 în total), argint la bârnă (14.433) și bronz la sol (13.900, la egalitate cu Gabrielle Jupp din Marea Britanie).
În mai 2013, Andreea a câștigat aurul la Individual compus, cu un scor de 55.60, la a zecea ediție a Trofeului Lugano în Lugano, Elveția

### Cariera la senioare

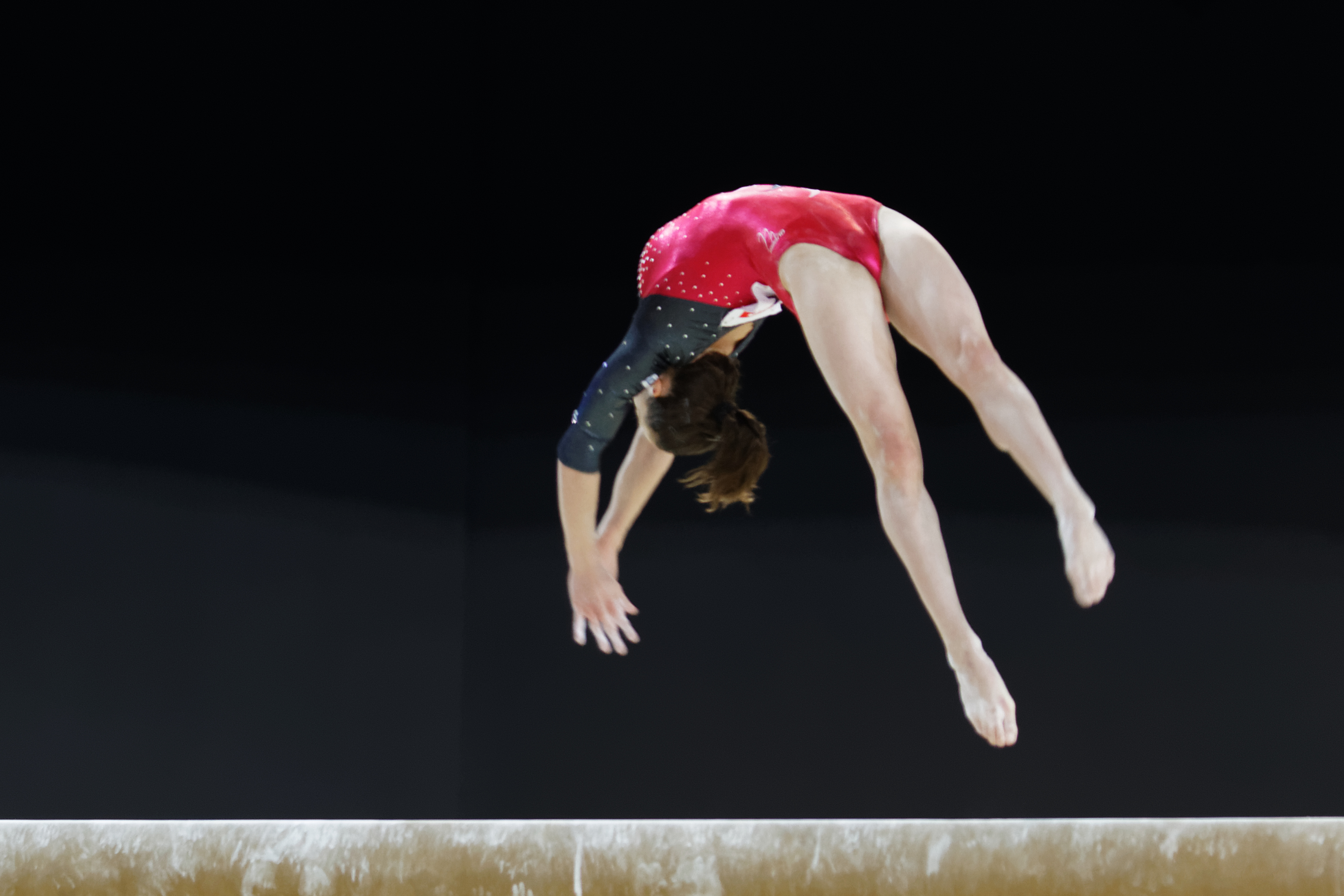
Andreea Munteanu la bârnă la Campionatele europene de gimnastică individuală din 2015

Andreea Munteanu și-a făcut debutul la senioare la Cupa Mondială Cottbus în martie 2014. Deși s-a calificat de pe primul loc la bârnă și sol, emoțiile au făcut-o să cadă în ambele probe finale. Chiar și așa, a câștigat bronzul la bârnă cu un  punctaj de 13.750, dar pe locul 5 la sol (13.150).
A concurat și pentru o echipă mixtă, cu Ștefania Stănilă, Silvia Zarzu și gimnaste din Italia și SUA, la trofeul City of Jesolo. Echipa nu a prins podiumul, dar Andreea Munteanu a câștigat aur la bârnă cu un  punctaj de 14.833, bronz la sol cu punctajul de 13.967. A terminat pe locul 13 la Individual  compus (54.500). 
În aprilie a participat la competiția internațională cu Belgia și Franța, unde a câștigat aurul pe echipe și a terminat pe locul 6 la Individual.
A fost inclusă în lot pentru Campionatele Europene din 2014 de la Sofia și a ajutat România să câștige Medalia de aur, după ce-a obținut un punctaj de 14.933 la bârnă și 14.133 la sol. 
În 2015, la Campionatele Europene de Gimnastică de la Montpellier, Andreea a câștigat medalia de aur la bârnă, după ce primit nota 14,366.
În anul 2014 Andreea Munteanu a primit titlul de cetățean de onoare al comunei Bustuchin. În 2015 ea a fost declarată cetățean de onoare al municipiului Târgu Jiu.

## Legaturi externe
Materiale media legate de Andreea Munteanu la Wikimedia Commons
- Prezentare Arhivat în 12 aprilie 2015, la Wayback Machine. pe suntemcuvoi.ro